# Santa Quitería, Veracruz
Santa Quitería är en ort i Mexiko.   Den ligger i kommunen Chalma och delstaten Veracruz, i den sydöstra delen av landet, 220 km norr om huvudstaden Mexico City. Santa Quitería ligger 105 meter över havet och antalet invånare är 284.
Terrängen runt Santa Quitería är platt åt nordost, men åt sydväst är den kuperad. Runt Santa Quitería är det ganska tätbefolkat, med 248 invånare per kvadratkilometer. Närmaste större samhälle är Huejutla de Reyes, 12,0 km söder om Santa Quitería. Omgivningarna runt Santa Quitería är en mosaik av jordbruksmark och naturlig växtlighet.